# Bitva u Navarina
Námořní bitva u Navarina byla vybojována 20. října 1827 během řecké války za nezávislost (1821–1832) v zátoce Navarino (současný Pylos), na západním pobřeží Peloponéského poloostrova, v Jónském moři. Kombinované turecko-egyptské loďstvo bylo zničeno spojeným britským, francouzským a ruským námořnictvem. Bitva je pro historii důležitá jako poslední významnější námořní bitva vybojovaná zcela pouze s plachetními loděmi. Spojenecké lodě byly lépe vyzbrojené než jejich egyptský a turecký oponent a jejich posádky byly lépe vycvičeny, což přispělo k celkovému vítězství.

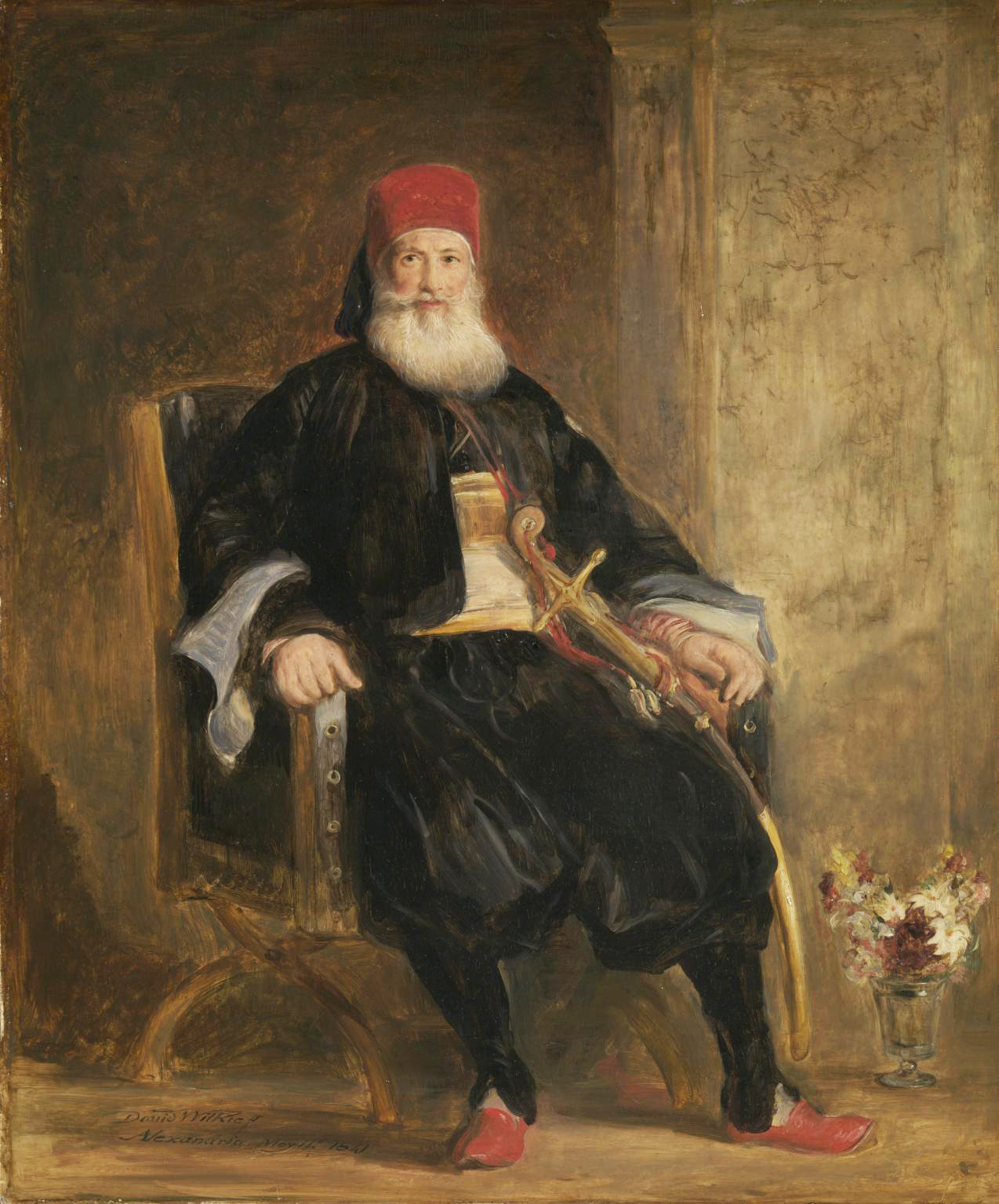
Muhammad Alí Paša, Osmanský wali (místokrál) Egypta 1805–49, jehož výprava na Peloponés urychlila evropský zásah do řeckého konfliktu

Ústředním faktorem, který urychlil zakročení tří evropských velmocí v řeckém konfliktu, byly ruské ambice expandovat v černomořském regionu na úkor tureckého impéria a emocionální podpora Ruska pro pravoslavné Řeky, kteří se roku 1821 vzbouřili proti turecké nadvládě. Britská a rakouská diplomacie byla zaměřena na prevenci před ruským zásahem, neboť viděla podstatnější geostrategickou hrozbu v ruských záměrech a doufala, že osmanská vláda potlačí povstání. Ale v roce 1825 nastoupil na trůn car Mikuláš I., který přijal více agresivní balkánskou politiku, což přinutilo Británii k tomu, aby zasáhla ze strachu, že živelné Rusko rozloží osmanskou říši a dá vzniknout ruské hegemonii na Blízkém Východě. Francie se připojila k těmto dvěma silám s tím, že tak bude obnovena její hlavní úloha v evropských záležitostech po její porážce v napoleonských válkách. Vlády všech tří zemí byly také pod intenzivním tlakem jejich domácího veřejného mínění, aby pomáhali Řekům, zvláště po invazi tureckého vazala Ibrahima paši z Egypta na Peloponéský poloostrov v roce 1825 a po zvěrstvech spáchaných jeho silami na původním obyvatelstvu.
Mocnosti Londýnskou smlouvou (1827) chtěly donutit tureckou vládu k tomu, aby udělila Řecku autonomii uvnitř impéria a vyslaly námořní eskadry na východ Středozemního moře k prosazení jejich politiky. Námořní bitva u Navarina se odehrála spíše nešťastnou náhodou, nebyla důsledkem manévrů spojeneckého vrchního velitele, admirála Codringtona, který se spíše zaměřil na přinucení Ibrahima paši, aby se podrobil spojeneckým instrukcím. Potopení turecké středozemní floty ušetřilo nezralou řeckou republiku od zhroucení. Ale vyžádalo si to ještě další dva armádní zásahy, Ruskem ve formě rusko-turecké deváté války v letech 1828–1829 a francouzskou expediční jednotku na Peloponésu, která donutila turecké síly ke stažení se z centrálního a jižního Řecka a zabezpečila tak řeckou nezávislost.

## Londýnská smlouva

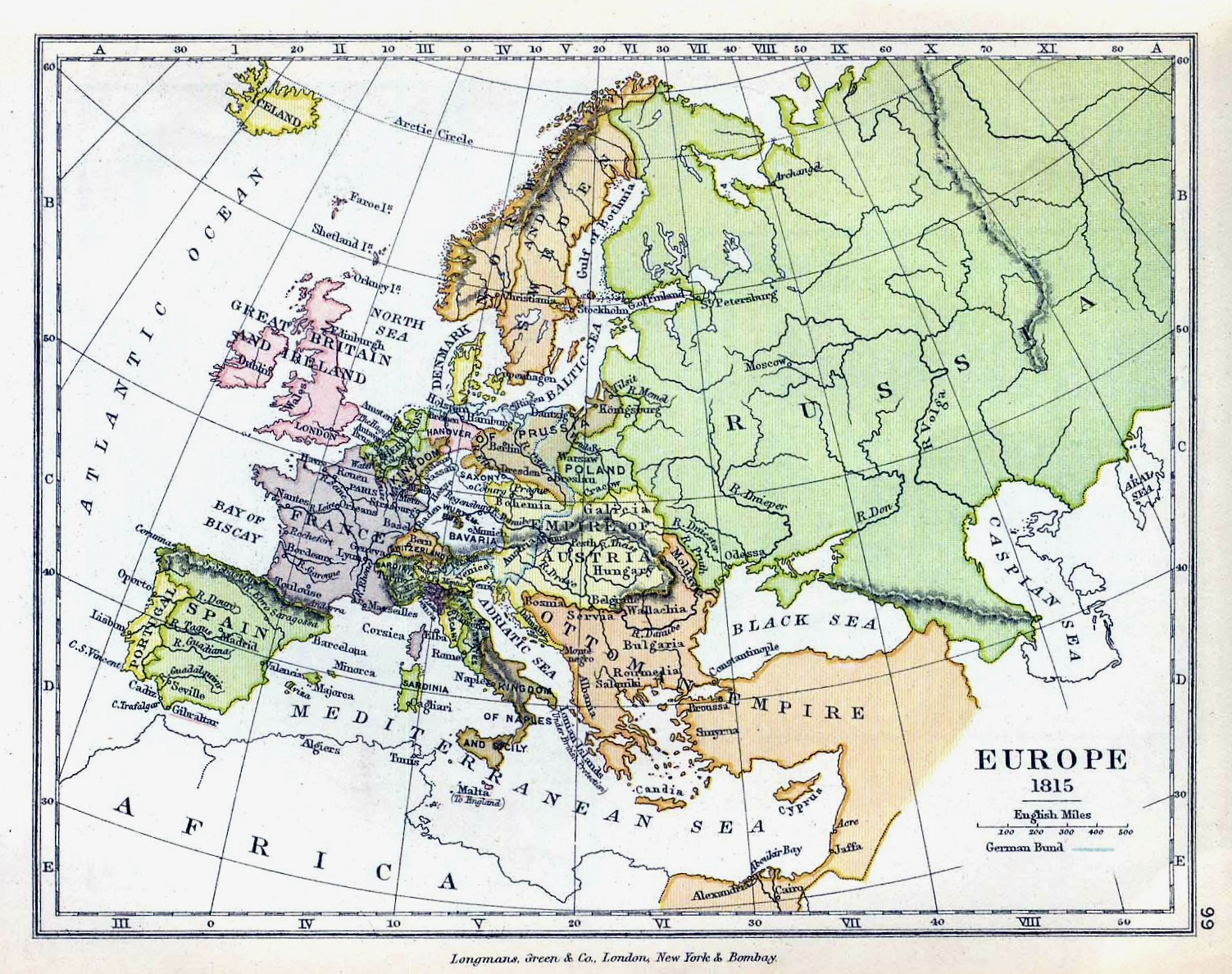
Mapa Evropy v roce 1815, po konci napoleonských válek. Za povšimnutí stojí, že osmanská říše, která byla na vrcholu v 17. století, ztratila Uhry (včetně Transylvánie) ve prospěch Rakouska a celé území severně od Černého moře a Kavkaz ve prospěch Ruska (mapa chybně nezobrazuje, že celá severní Afrika byla v této době ještě pod tureckou kontrolou)

Tři mocnosti podepsaly Londýnskou smlouvu 6. července 1827. Odkazujíc na přerušení obchodování s Orientem, způsobené válkou a ospravedlňujíc tak zakročení, smlouva volala po okamžitém příměří mezi válčícími stranami. Ve skutečnosti požadovala skončení tureckých armádních operací v Řecku jen tehdy, pokud by Turci zvítězili a upevnili své postavení. To také nabídlo spojencům zprostředkování v jednáních o konečném vypořádání, které by následovalo po příměří.
Smlouva vyzývala Portu, aby udělila Řecku autonomii, ale chápala Řecko jako vazalský stát, zůstávající pod nadvládou Osmanské říše, který bude platit roční poplatek sultánovi. Tím by bylo Řecko postaveno do stejné ústavní pozice jako rumunská knížectví (Valašsko a Moldávie). Smlouva zároveň stanovila poplatky tak, aby byly odsouhlaseny oběma stranami a zůstaly tak nastaveny nastálo. Toto mělo vést k vyhnutí se situace panující v knížectví, kde poplatek byl proměnný dle příkazu Porty a stal se tak drtivým břemenem, které drželo po dvě století obě země v chudobě. A tajná klauzule v dohodě uváděla, že pokud Porta nepřijme do měsíce příměří, každá ze stran smlouvy vyšle svého konzula do Nafplia, hlavního města Řecké republiky a tím poskytne de facto uznání povstalecké vládě, což do té doby žádná mocnost neučinila.
Stejná klauzule oprávnila signatáře ve vzájemné shodě instruovat své námořní velitele ve Středomoří k přijetí všech opatření, které budou okolnosti vyžadovat (to jest včetně vojenské akce) k prosazení požadavku spojenců, pokud by Turci selhali a nevyhověli v daném časovém limitu dané výzvě. Nicméně tato klauzule zároveň dodávala, aby se spojenečtí velitelé drželi v konfliktu stranou.
Smlouva byla v tomto protikladný dokument, odrážející protichůdné priority signatářů, kdy Rusko požadovalo tvrdší postup proti Turkům než zbývající spojenci. Volala po vyjednání dohody, ale s již předurčeným konečným výsledkem z těchto jednání. Nabízela zprostředkování, ale hrozila použitím síly. Schválila do budoucna užití síly, ale zakázala zapojení do probíhajících válečných akcí. Především, ačkoli to bylo vyjádřené neutrálním jazykem, ve skutečnosti byla preferovaná řecká pozice. Kritický bod je v tom, že zavázala evropské síly k ozbrojené intervenci a účinně zaručila úspěšný výsledek pro řecké povstání. Byla podepsán právě včas, neboť její architekt Canning zemřel v kanceláři jen o několik týdnů později.

## Předehra

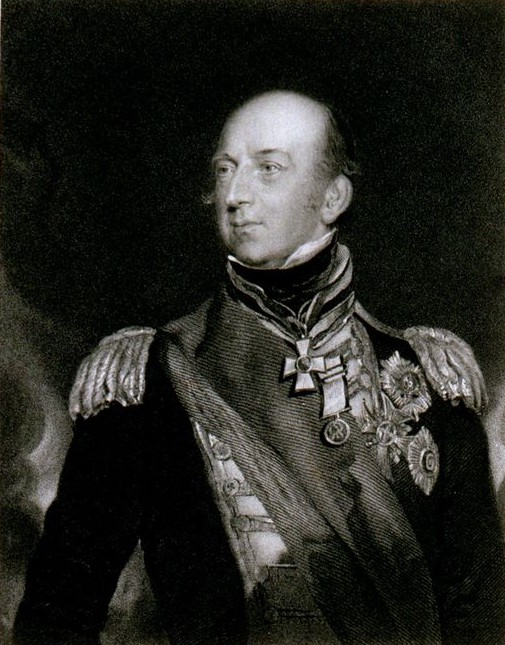
Viceadmirál Sir Edward Codrington, spojenecký vrchní velitel v bitvě u Navarina

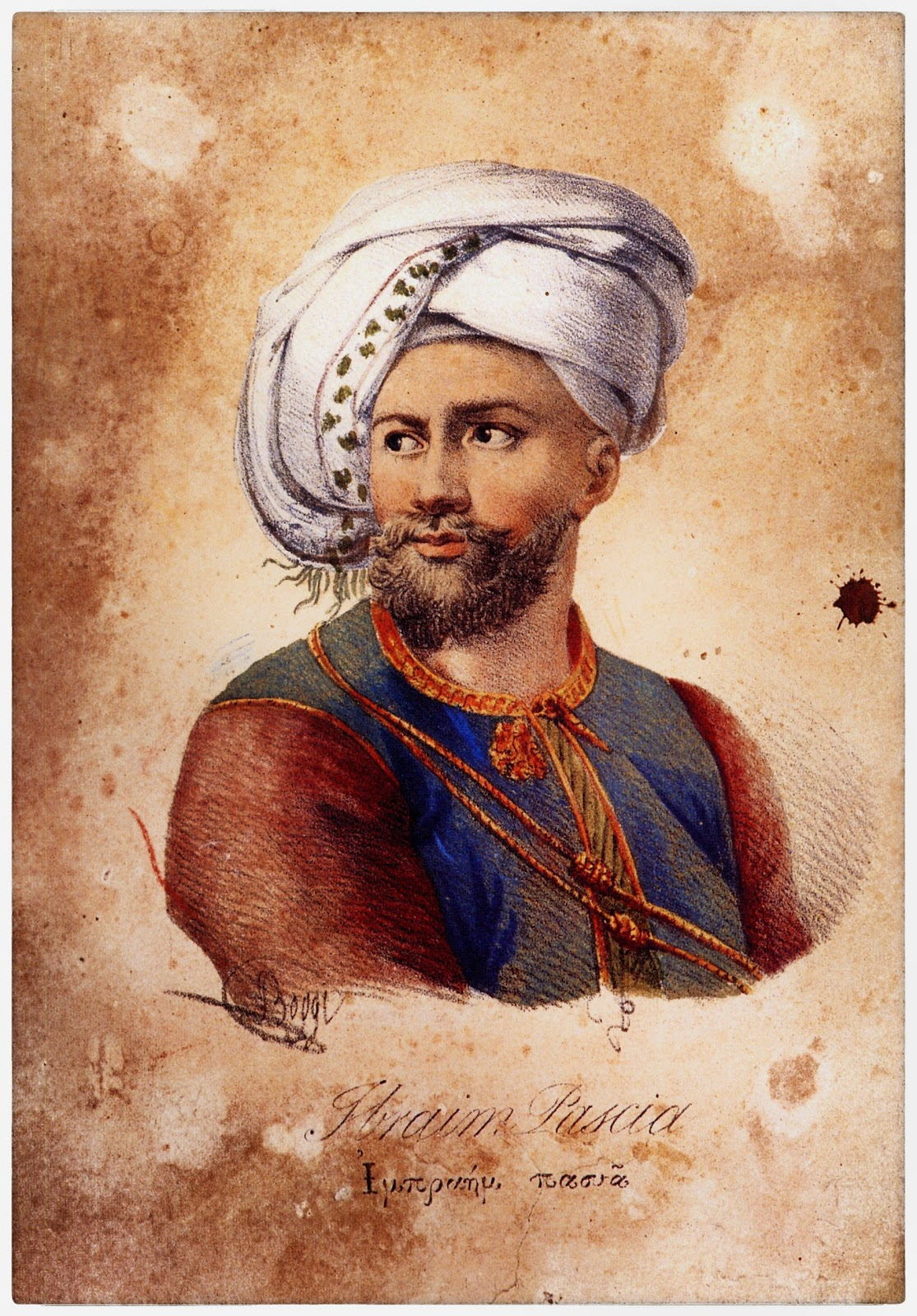
Ibrahim paša, syn etnického odpadlíka a řecké matky z Trácie, jako dítě byl adoptován egyptským vladařem Muhammadem Ali, později si vzal jeho matku a stal se muslimem. Velel egyptské výpravě na Peloponés (1825–8). Za krutosti spáchané jeho silami proti nativnímu řeckému obyvatelstvu si vysloužil odsouzení celé Evropy. Byl ale schopný generál a později (1831–9) způsobil zdrcující porážku v Sýrii jeho absolutnímu vladaři, tureckému sultánovi Mahmudovi II.

Dne 20. srpna 1827 britský námořní vrchní velitel v Středomoří (tj. velitel „Modré“ floty), viceadmirál Sir Edward Codrington (1770–1851), veterán se 44 roky zkušeností na moři a oblíbený hrdina díky své účasti v bitvě u Trafalgaru, dostal vládní instrukce týkající se prosazování smlouvy. Pro takový úkol, který vyžadoval velký takt, nebyl nikdo méně vhodný než Codrington. Sloužil v královském loďstvu od 13 let jako lodní poddůstojník a vypracoval se nahoru pouze díky svým vlastnostem a statečnosti. Impulzivní bojovný námořník, který zcela postrádal diplomatickou obratnost, kvalitu, kterou pohrdal a posměšně připsal svému francouzskému protějšku, admirálu H. de Rigny. Také sympatizoval s řeckou věcí, maje spojení s londýnským filhelénským výborem.
Instrukce zněly uzavřít a prosadit příměří na obou stranách a zamezit proudu posil a dodávek z Malé Asie a Egypta pro turecké síly v Řecku. Sílu měl použít pouze jako poslední východisko z nouze.
29. srpna, když Porta formálně odmítla Londýnskou smlouvu, došlo k odeslání spojeneckých zástupců do Nafplia. Řecká prozatímní vláda přijala příměří 2. září. To uvolnilo Codringtona k soustředění se k nátlaku na tureckou stranu. Záliv Navarino je velký přírodní přístav na západním pobřeží Messenia (jz. Peloponés). Je přibližně 5 km dlouhý (mezi výběžky) a 3 km široký. Je chráněn před širým mořem dlouhým, úzkým ostrůvkem (Sphacteria). Tento ostrůvek zanechává dva vstupy do zálivu. Severní je kvůli písčině velmi úzký a mělký, 100 m široký a jen 1 m hluboký, nesplavný pro velké lodě. Jižní je mnohem širší, 1500 m, s efektivní pasáží 1000 m šířky kvůli skalám. Jižní vstup byl v té době hlídán tureckou pevností v Navarinu (Pylos). Během řecké vzpoury byl záliv užíván tureckým loďstvem jak základna hlavní činnosti na Peloponésu.
Velká turecko-egyptská flota, která byla varovaná Brity a Francouzi, aby se vyhýbala Řecku, odplula z Alexandrie 5. srpna 1827 a spojila se s další turecko-egyptskou jednotkou v Navarinu 8. září. Jako odezva připlul k Navarinu Codrington se svoji flotou 12. září. Při jednání 25. září Ibrahim paša a turecký admirál dali slovní slib, že zastaví ofenzívní operace na souši i na moři. Po těchto jednáních Codrington odplul na blízký ostrov Zante (Zakynthos), kontrolovaný Brity a zanechal fregaty mimo Navarino, aby sledovaly tureckou flotu.
Ale Turci brzy dojednání porušili. Ibrahim byl pobouřený tím, že zatímco se očekával jeho povel k zastavení palby, Codrington zdánlivě dovolil Řekům pokračovat v armádních operacích, při kterých by nenarazili na žádnou překážku. Řekové pod britským velením útočili na vstup do strategicky životně důležitého Korintského zálivu. Jejich armáda oblehla turecký přístav Patras, zatímco Cochrane organizoval vzpouru za tureckými liniemi v Epiru. Na moři Hastingsova parní válečná loď Karteria v noci z 29. na 30. září vyplula na odvážnou noční plavbu u Itea na severním pobřeží zálivu, tísněna devíti tureckými dělovými čluny. Problém pro Codringtona byl v tom, že tito důstojníci působili na vlastní pěst, velkou měrou ignorujíce často protikladné směrnice jejich zaměstnavatele, řecké prozatímní vlády. Protože apelovat u vlády by bylo neúčinné, Codrington poslal pomocníky přímo k britským velitelům s požadavkem na zastavení operací, ale s malým výsledkem.
Po marném protestu u Codringtona se Ibrahim rozhodl jednat. 1. října vyslal námořní flotu k posílení pevnosti Patras. Eskadra byla zachycena Codringtonovou flotou a přinucena vrátit se do Navarina, sledována Codringtonem. Ibrahim to znovu zkusil v noci z 3. na 4. října, tentokrát velel eskadře osobně. Využil tmy a podařilo se mu nepozorovaně proklouznout kolem britských hlídkujících plavidel, ale nemohl pokračovat dál pro silný protivítr. Jeho flota byla donucena zakotvit v závětří mysu Papas a tam přečkat bouři. To dalo Codringtonovi čas dohonit tureckou flotu a britská flota, po celém dni boje s větrem, dorazila k mysu Papas večer 4. října. Codrington vypálil série varovných výstřelů a Ibrahim se neochotně rozhodl vrátit. Mezitím na souši pokračovala Ibrahimova taktika spálené země. Ohně z hořících vesnic a polí byly zřetelně viditelné z aliančních lodí na volném moři. A Britové na pevnině hlásili, že obyvatelstvo Messenia je těsně před hromadnou smrtí hladem.
13. října se Codrington spojil mimo Navarino se svou spojeneckou podporou, francouzskou eskadrou pod vedením De Rignyho a ruskou flotou pod velením L. Heydna. 18. října, po marných pokusech o kontakt s Ibrahimem pašou, Codrington po poradě se spojeneckými veliteli přijal osudové rozhodnutí vplout do zálivu a zakotvit své lodi u turecko-egyptské floty. Bylo tak rozhodnuto, neboť se blížila zima, kdy bylo neproveditelné efektivně blokovat Navarino a aby bylo ochráněno obyvatelstvo Peloponésu. Ačkoli šlo o vysoce provokativní akt, Codrington tvrdil, že tam nebyl žádný záměr vyprovokovat bitvu, ale šlo o demonstraci síly, která by Turky přiměla respektovat příměří a upustit od krutostí proti civilnímu obyvatelstvu.

## Poměr sil obou flot

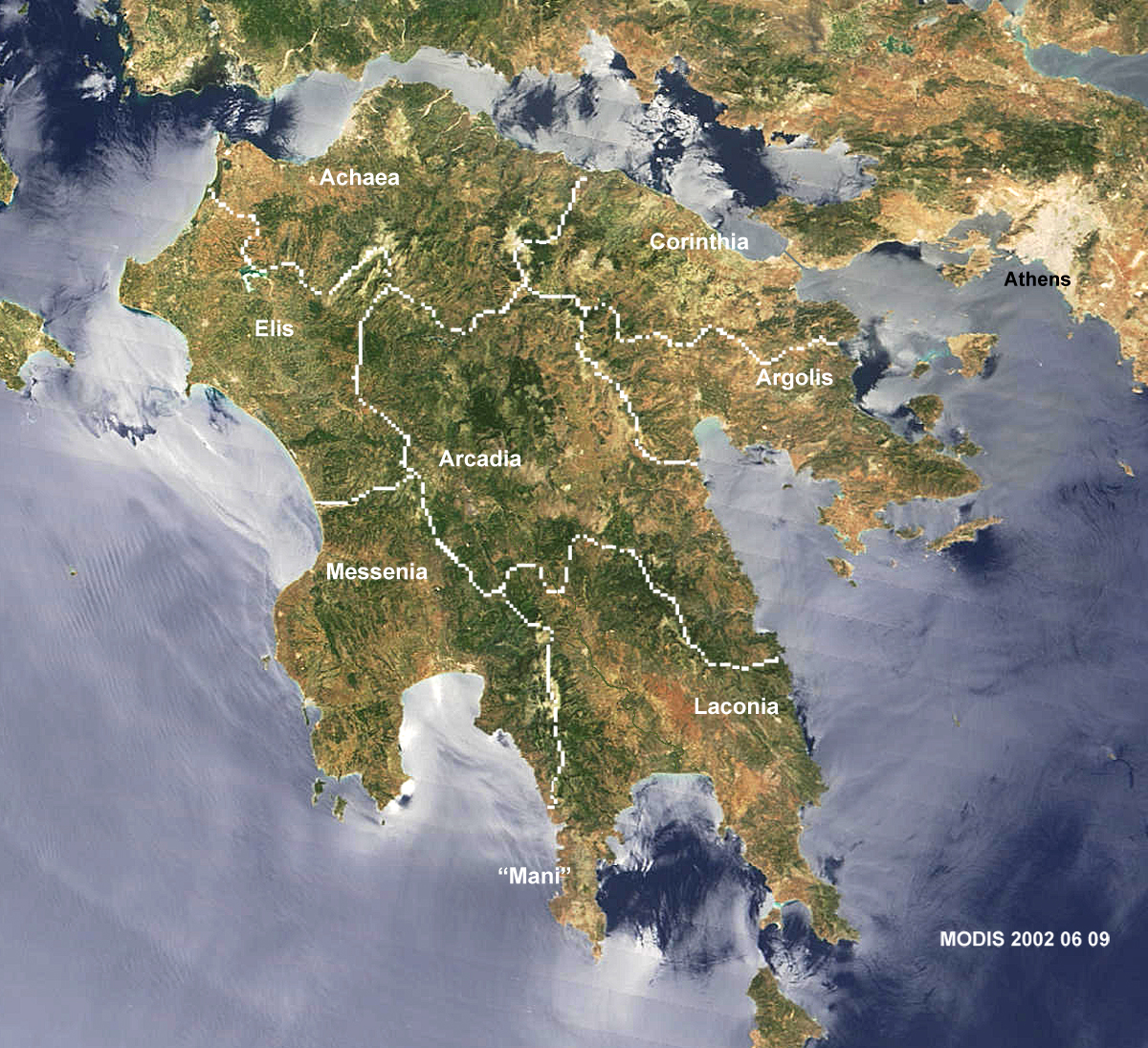
Satelitní obraz Peloponésu. Záliv Navarino je viditelný pod legendou Messinia

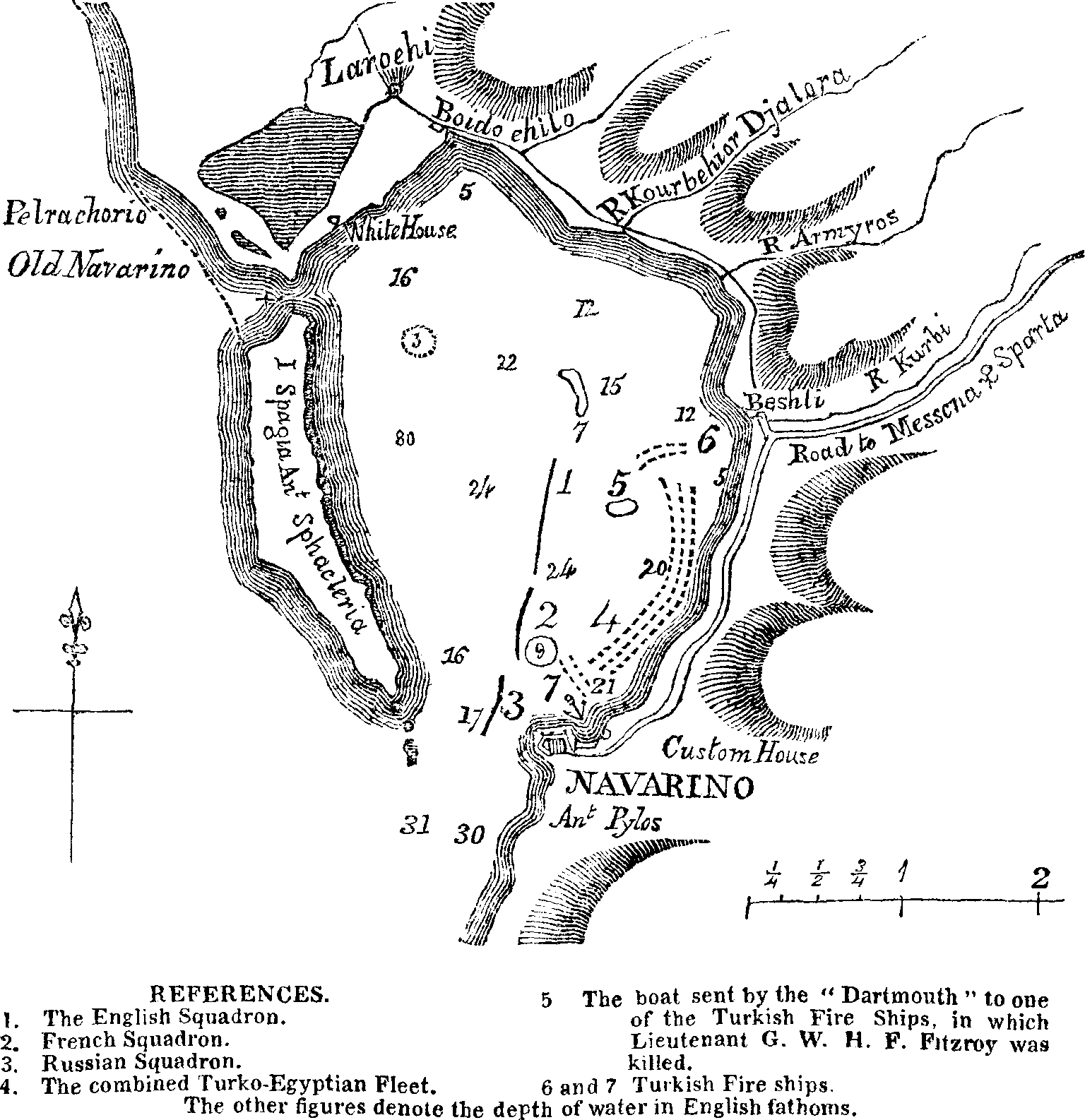
Mapa zálivu Navarino. Schéma bojových sestav obsahuje nepřesnosti

### Spojenci
Spojenecká flota v této době disponovala ještě v podstatě stejnou technologií jako během napoleonských válek: plachetní lodi s nepancéřovanými dřevěnými trupy a zepředu nabíjená děla s hladkou hlavní. Námořnictvo, zejména britské, ignorovalo nové technologie, které byly zavedeny až po roce 1850: parní pohon, pancéřované trupy, zezadu nabíjená děla a výbušné granáty. Všechno toto bylo již v roce 1827 vynalezeno a k dispozici, ale využití pro námořní válku se setkalo se svéhlavým odporem starších námořních kádrů. Slovy jednoho učence: „Velcí admirálové 18. století by neměli problém kdykoli převzít velení namísto Codringtona.“ Britské loďstvo nepoužívalo do roku 1840 parní pohon u válečných lodí. Ironicky, mladé loďstvo řeckých povstalců bylo daleko před polem: mělo k dispozici malou válečnou loď, jejíž lopatky poháněla parní energie (a také plachty) – jmenovala se Karteria. Do služby vstoupila v roce 1826, byla to první válečná loď s parním pohonem v historii.
Nicméně i tak bylo na lodích britského královského námořnictva vidět určité zlepšení. Vyřazeny byly lodě s trojitými zbraňovými palubami, jakou byla Nelsonova slavná HMS Victory. Trojřadé lodi byly shledány příliš nestabilní a obtížně manévrovatelné. Nyní byla standardní bitevní lodí dvouřadá loď třídy Canopus se 74–84 děly, založená na úspěšném francouzském designu „74“. Navíc byly zvýšeny kalibry děl. Bitevní lodi napoleonské éry třídy Fame byly vybaveny 32liberními děly na hlavní dělové palubě, 18liberními děly na horní palubě a 9–12liberními děly na nástavbách (ubytovací paluba a příďová nástavba). V době bitvy měla většina děl ráži 24–32 liber, včetně několika impozantních 68liberních krátkých lodních děl na nástavbách. Fregaty měly buď jednu nebo dvě dělové paluby s 50–60 děly (známé jako velké fregaty) nebo jedinou palubu s 24–44 děly.
Ovšem většina spojeneckých lodí byly ještě veteránské staré harcovnice z napoleonských dob (například HMS Albion). Jediná bitevní loď třídy Canopus byla Codringtonova vlajková loď HMS Asia (spuštěná na vodu 1824), ačkoli Janov (zabavená francouzská „74“) byla také zavedena do služby po napoleonských válkách (1816). Ve francouzské eskadře se De Rigny tak zděsil stavem 3 bitevních lodí, které mu byly dány pod jeho velení, že se rozhodl držet se na své vlajkové lodi, moderní fregatě Sirène.

### Turecká flota
Celkově měli u Navarina spojenci 22 lodí s 1258 děly proti tureckým 78 lodím s 2180 děly (čísla nezahrnují menší lodi a plamenometné lodi). Samotná čísla však maskují hlavní výhody spojenců v typech lodí, jejich výzbroji a kvalitě posádek. Spojenecké lodi mohly střílet častěji, silnějšími náboji i přesněji než jejich turecké protějšky.
Spojenci měli značnou převahu v prvním sledu bojových lodí: 10 bitevních lodí proti tureckým třem. Tato výhoda byla jen částečně kompenzovaná tureckými 7 dvouřadými fregatami proti jediné spojenecké lodi tohoto druhu. Převážná většina turecko-egyptské floty byly menší lodi – 58 dělových člunů a brig – které byly málo použitelné proti spojeneckými těžkým vahám: měly mnohem menší palebnou sílu a jejich paluby byly nižší, takže mohly být snadno palbou protivníka zbaveny stěžňů. Navíc byla na turecko-egyptských lodích rozmístěna děla menšího kalibru než u spojenců (často to byly zbraně vyřazené spojenci poté, co došlo k vylepšení jejich děl). Většina spojeneckých posádek získala rozsáhlé bojové zkušenosti v napoleonských válkách, které skončily o 12 roků dříve a námořníci byli služebně profesionálové. Na rozdíl od nich měly turecké posádky bojovou zkušenost jen proti řeckému povstaleckému námořnictvu, které, ačkoli bylo statečné a úspěšné, nebylo v ničem podobné námořnictvu evropských mocností. V mnoha případech tvořily turecké posádky muži sloužící z donucení. Jedna turecká posádka byla dokonce nalezená připoutaná k jejich místům (vězni, řečtí vězni nebo další nedobrovolní rekruti).
Egyptský kontingent byl největší a nejlépe vybavenou částí turecké floty v Navarinu. Byl vycvičen francouzskými důstojníky pod hlavním velením kapitána J.-M. Letelliera. Tito důstojníci působili jako „stínoví kapitáni“ velkých egyptských lodí, každý z nich měl dozor nad jmenovaným egyptským kapitánem. Den před bitvou De Rigny přesvědčil tyto důstojníky, aby se vystříhali možnosti bojovat proti jejich vlastnímu loďstvu (byli přesunuti na rakouskou brigu, která kotvila v zálivu, která byla zdánlivě neutrální, ve skutečnosti poskytovala logistickou podporu osmanským operacím). Letellier samotný byl nemocný a bitvy se neúčastnil. Tím byli Egypťané zbaveni zkušeného velení.
Pro spojence byly pravděpodobně nejnebezpečnější zbraní turecké plamenometné lodi. Tyto „posádkou nepočetné bitevní lodi“ byly dlouho používány řeckými rebely s devastujícím účinkem proti Turkům, kteří se je poté naučili také používat přes tvrdé zkušenosti s nimi. Plamenometné lodi byly rozestaveny na křídlech turecké formace a mohly, pokud by byly efektivně nasazeny, způsobit vyřazení spojeneckých lodí, koncentrovaných v uzavřeném prostoru, zvláště když spojenecké posádky neměly žádnou zkušenost s tímto druhem vedení války. Nebezpečí bylo reálně demonstrované v počáteční fázi bitvy, kdy francouzská bitevní loď Scipion těsně unikla svému zničení plamenometnou lodí.
Turci ovládali také pobřežní baterie na každé straně hlavního vstupu do zálivu, v pevnosti Navarino a na jižním cípu ostrova Sphacteria. Tyto pevnosti mohly vážně zdržet vstup spojenců do zátoky, ale Codrington si byl zřejmě jist, že Turci by nezačali jako první otevřenou válku. (Nebo, v alternativním výkladu, doufal, že by to byla omluva pro zničení turecké floty).

## Strategie
Turecká flota měla vypracovaný obranný plán, který navrhl Letellier, v rámci něhož byla zakotvena ve formaci tvaru podkovy, ve třech řadách, které se táhly od pevnosti Navarino k jižnímu cípu ostrova Sphacteria, kde byly rozmístěny turecké pobřežní baterie. První linie se skládala z těžkých lodí, bitevních lodí a velkých fregat, druhou řadu tvořily zbývající fregaty a větší dělové čluny, ve třetí řadě byly zbývající menší lodi. Myšlenka spočívala v tom, že menší lodi mohly střílet mezerami mezi velkými loděmi, které by je zároveň chránily před útokem spojenců. Na konci podkovy byly rozmístěny dělové čluny a plamenometné lodi. Druhé uvedené mohly být vlečeny malými čluny na pozice kryté menšími korvetami a pobřežními bateriemi.
Spojenecký záměr byl zakotvit na volné vodě uvnitř podkovy. Codringtonova flota by zaujala čelní pozici směrem ke středu turecké linie, francouzská a ruská flota by čelily Turkům na levém a pravém křídle v tomto pořadí. Francouzská pozice v linii byla výslovně určená tak, aby mohla čelit egyptské flotě, která byla vycvičená Francouzi a která mohla být neochotná k boji proti egyptskému nejbližšímu evropskému spojenci. V konvenční námořní doktríně by Codringtonův plán měl být považován za nepřijatelné riziko, jako by vyzval nepřítele k tomu, aby zkusili spojence obklíčit. Nadto, při převládajícím jihozápadním větru, který vanul přímo proti vstupu do zátoky, riskoval, že uvízne a nebude schopen vyprostit svou flotu, pokud to bude nezbytně nutné. Přijetí tohoto vysoce rizikového plánu ukazuje totální důvěru spojeneckých velitelů v taktickou nadřazenost jejich lodí.

## Bitva

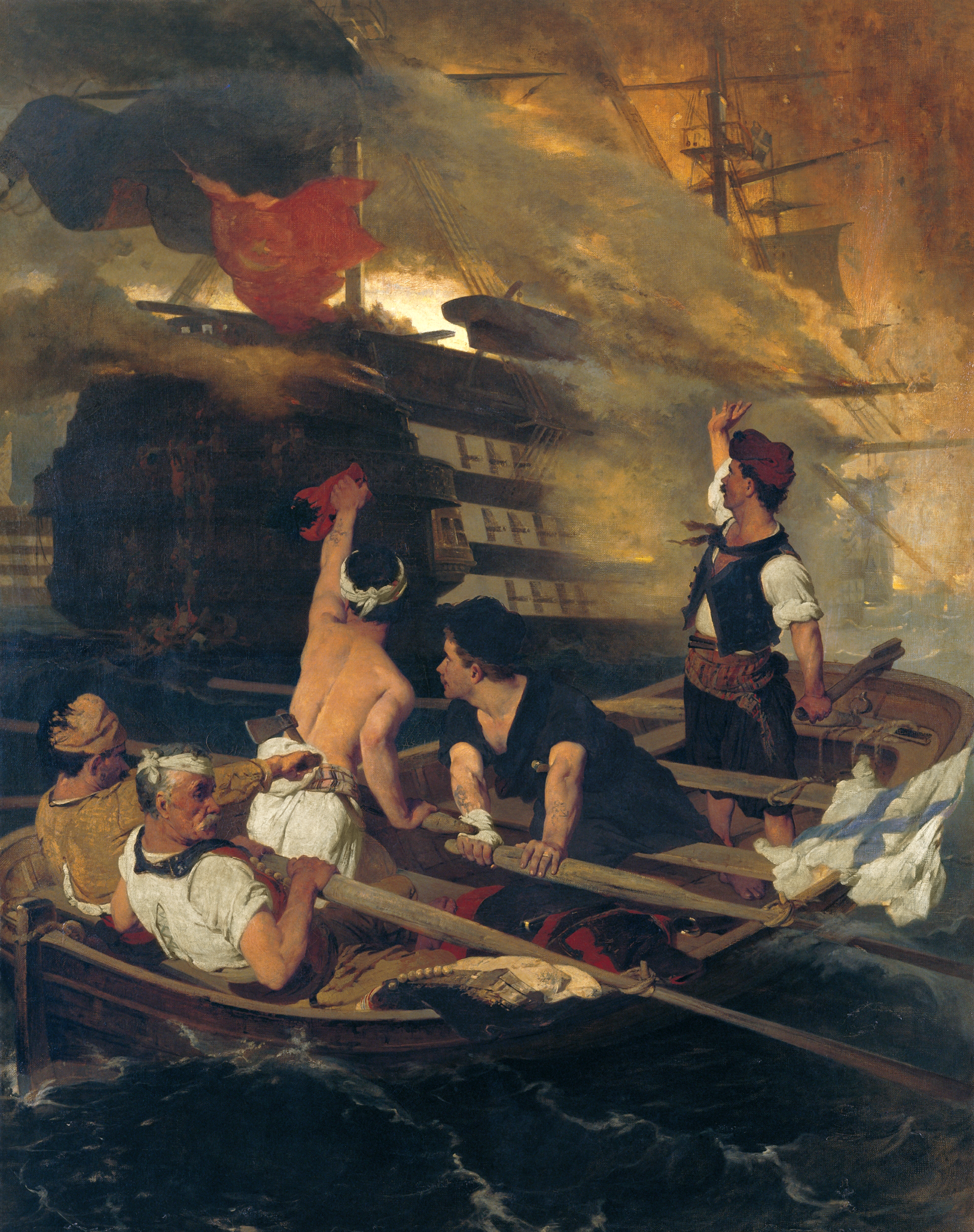
Plameny pohlcují tureckou trojřadou bitevní loď Mansur al-Liwa, vlajkovou loď admirála Kara-Ali paši po útoku řeckou plamenometnou lodí v přístavu Chios v noci z 6. na 7. června 1822. O chvíli později na lodi explodovaly zásoby střelného prachu, výbuch zabil všechny muže na palubě včetně admirála. Plachty útočící plamenometné lodi jsou vidět v zadní části. Během války za nezávislost Řekové takto zničili asi 40 tureckých válečných lodí a neutralizovali tímto impozantní tureckou námořní převahu. Plamenometné lodi, převzaté tureckou flotou, byly jejich nejnebezpečnější zbraní v bitvě u Navarina

V 13.30 hod 20. října 1827, mimo vjezd do zálivu Navarino, signalizoval Codrington spojenecké flotě: „PŘIPRAVTE SE NA AKCI“ a spojeneckým posádkám byla vyhlášena pohotovost u zbraní. Dělové záklopky zůstaly napůl otevřeny, ale spojenečtí kapitáni dostali přísný rozkaz, aby zahájili palbu pouze v případě přímého napadení. V 14.00 se spojenecké válečné lodě, pod vedením Codringtonovy Asie, začaly řadit v zálivu u jižního vjezdu do dvou řad, Britové následováni Francouzi na pravoboku (jihovýchod, nejblíže k Navarinu) a Rusové v jedné řadě k přístavu, ale mírně za Francouzi. Nedošlo k žádnému pokusu jim zabránit ve vjezdu od tureckých pobřežních baterií nebo dělových člunů, které byly vyslány k vjezdu do zálivu. Codrington dostal zprávu od Ibrahima paši, která uváděla, že od něho nedostali povolení ke vstupu do zálivu a která požadovala stažení spojenecké floty. Codrington odmítl Ibrahimovu námitku a odpověděl, že přijel rozkazy vydávat, ne je přijímat. Varoval Turky, že pokud by na spojence zahájili palbu, může být jejich flota zničena.

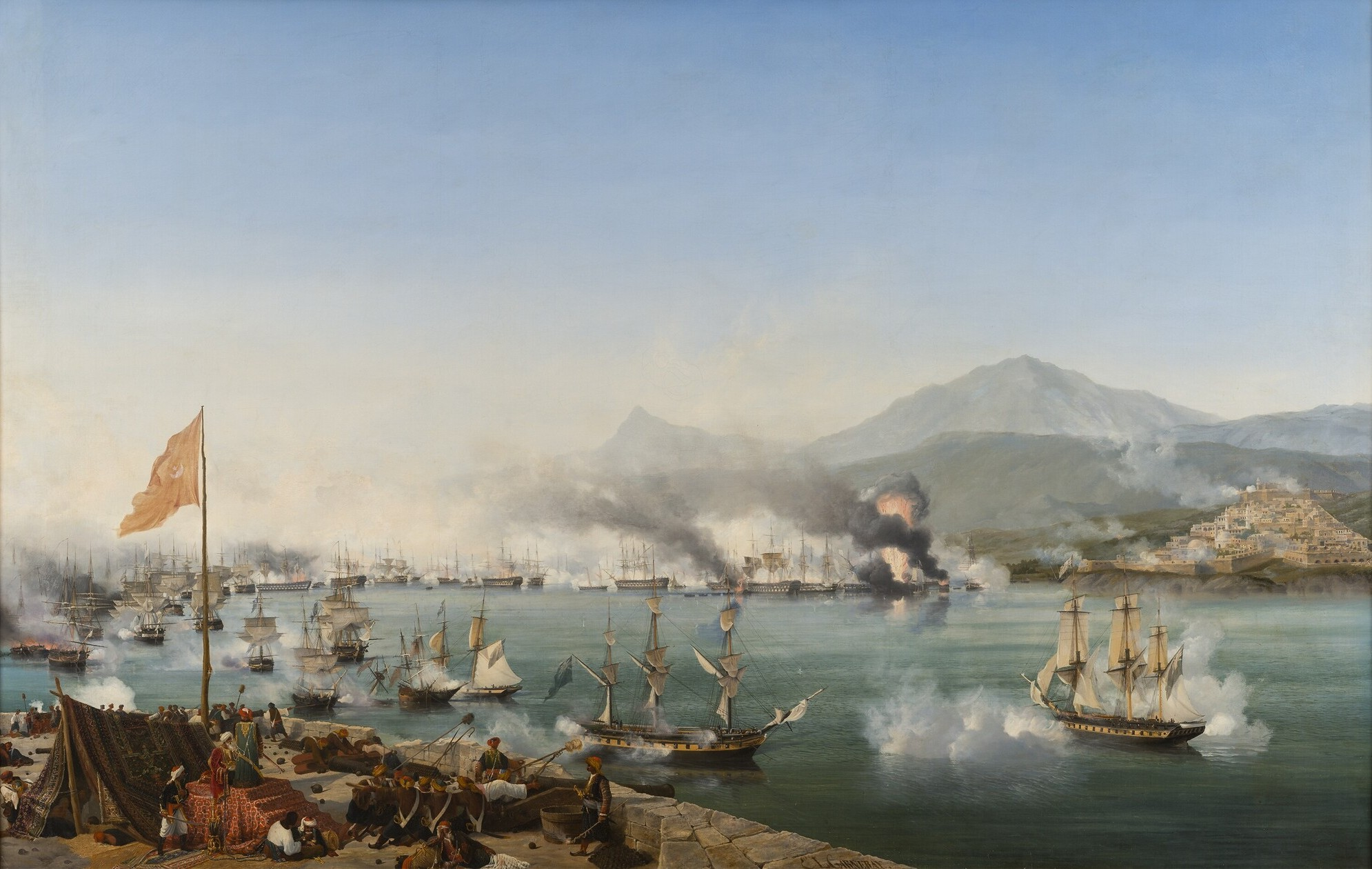
Hořící turecká flota v zálivu Navarino, 20. říjen 1827

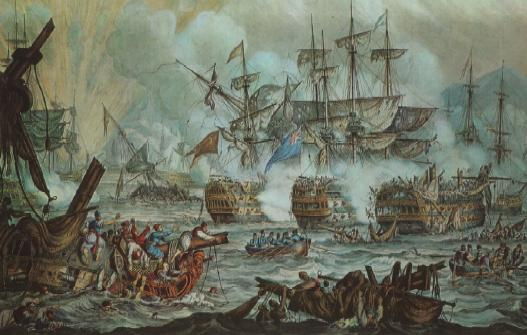
Akce zblízka během bitvy. Tento detail ukazuje Codringtonovu vlajkovou loď, HMS Asii (v centru, vlající modrý prapor), současně ničící dvě turecké vlajkové lodi

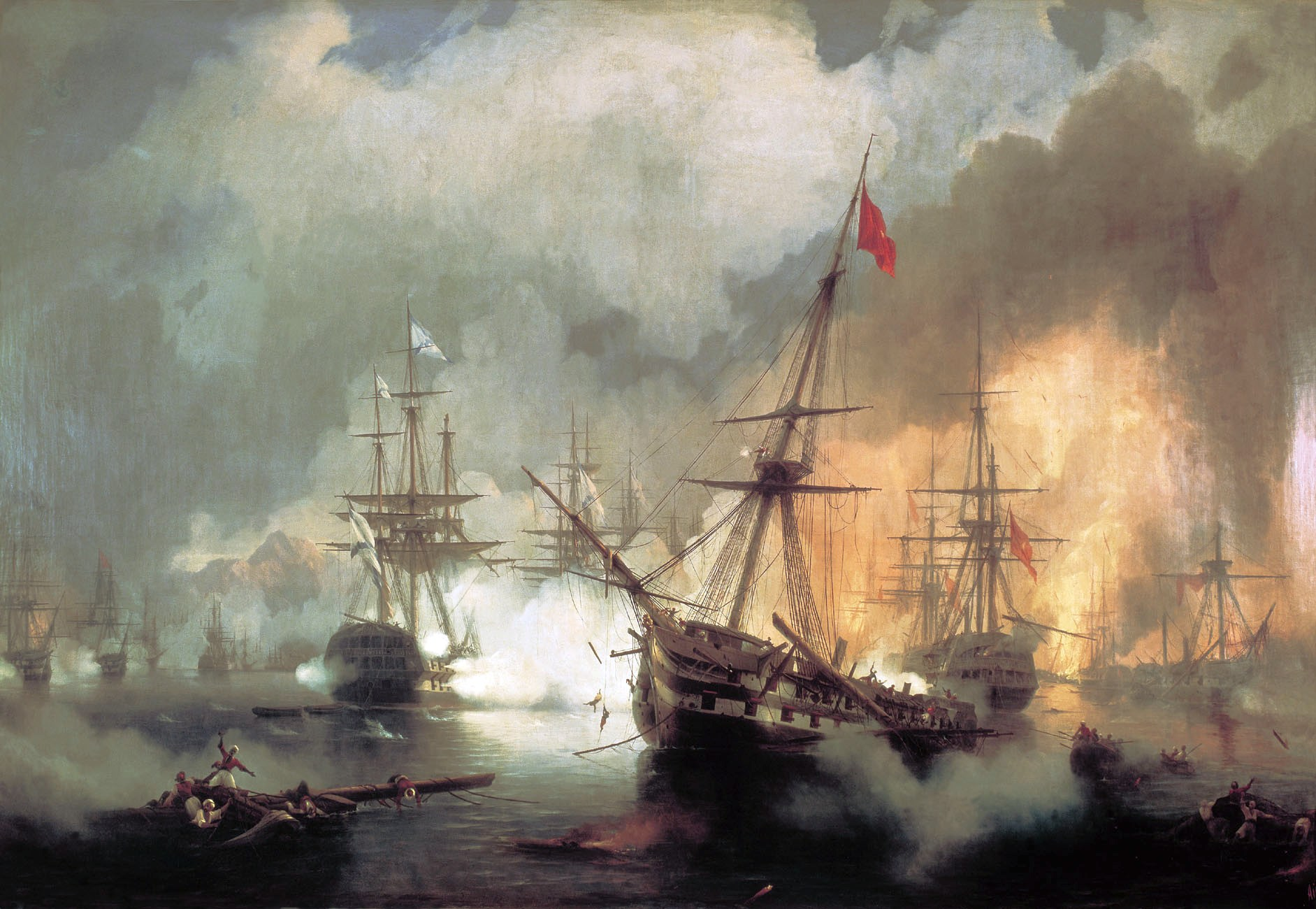
Rusové u Navarina, obraz Ivana Aivazovského, ukazující ruskou eskadru v přední linii (levý střed, bílé vlajky s modrými průsečnými kříži) bombardující tureckou flotu (vpravo, s červenými prapory)

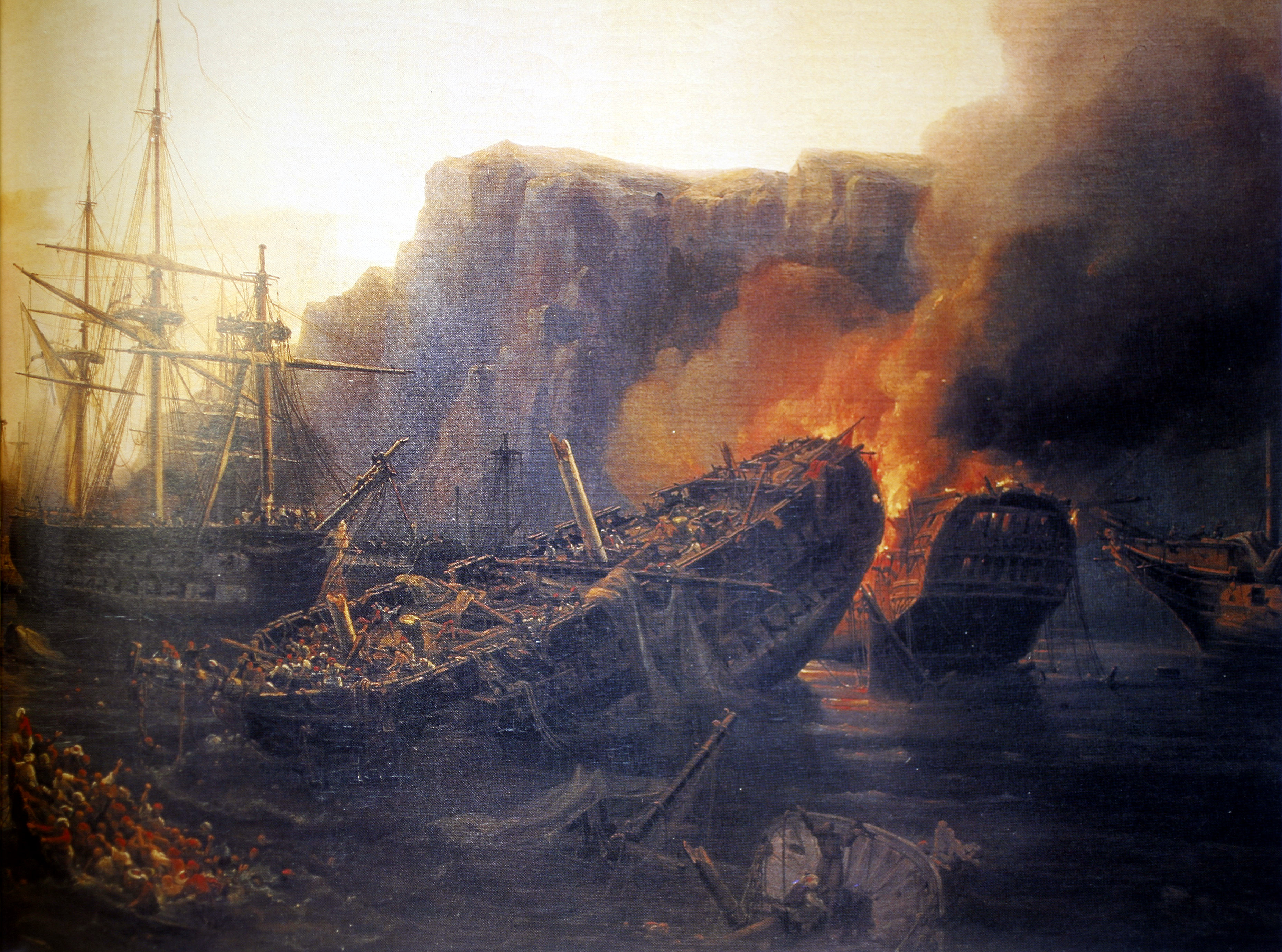
Hořící a potápějící se řady tureckých válečných lodí pod útesy u Navarina. Obraz Augusta Mayera

Když jeho vlajková loď spustila kotvu uprostřed turecké linie, Codrington objednal na palubu dechovou kapelu, aby zdůraznil své mírové záměry. Do 14.15 hod tři britské bitevní lodi zakotvily na určených pozicích. Mezitím, jak se spojenecké lodi přesunovaly na pozice, podél tureckých linií zněly trubky do bojových postavení. Tureckým posádkám oznamovaly, že došlo k nenadálému vetření se na jejich základnu.
V tomto bodě, při vstupu, vypukla bitva. Codrington tvrdil, že nepřátelské akce započali Turci. K propuknutí bitvy, shodně dle spojeneckých zdrojů, došlo následujícím způsobem:
U vstupu do zálivu kapitán Thomas Fellowes na fregatě Dartmouth zevrubně sledoval se šesti menšími loďmi (2 brigy a 4 škunery) skupinu tureckých dělových člunů a plamenometných lodí na levém boku turecké linie. Jak spojenecké lodě pokračovaly v posunu do zálivu, Fellowes zpozoroval tureckou posádku, která připravovala plamenometnou loď a vyslal k ní loď s příkazem, aby upustili od akce. Turci začali na tuto loď střílet. Fellowes poslal kutr, aby odvlekl plamenometnou loď do bezpečné vzdálenosti, ale Turci stříleli i na kutr a způsobili ztráty na životech mezi jeho posádkou. Fellowes zahájil palbu z mušket na posádku plamenometné lodi, aby kryl své muže na kutru. V tomto okamžiku francouzská vlajková loď Sirène, která právě vplouvala do zátoky na konci britsko-francouzské linie, zahájila palbu z ručnic na podporu Dartmouthu. Nato jeden z tureckých dělových člunů začal pálit z děl na Sirène. Tato řetězová reakce se rozšířila podél celé linie, takže během krátké doby byla bitva v plném proudu.
Začala tak dříve, než spojenci kompletně dokončili své rozmístění. Ve skutečnosti se to ukázalo jako taktická výhoda, protože některé spojenecké lodi nebyly zakotveny a mohly proto manévrovat rychleji. Nicméně většina lodí bojovala zakotvena. Tím byl přirozeně dán velmi malý prostor pro manévrování, kromě možnosti měnit postavení lodi tažením po kotevních řetězech. Při vzájemné střelbě na velmi malou vzdálenost, kdy byla rozhodující vyšší palebná síla spolu s konstrukcí a stavbou děl spojenců, byl střet ve většině případů pro turecké lodi kritickou situací.
Bojová činnost může být shrnuta tímto způsobem:
1. Francouzská bitevní loď Scipion (80 děl), za De Rignyho Sirène (60 děl), se dostala ihned pod intenzivní útok kombinací egyptských fregat na obou stranách, pobřežní baterie a plamenometné lodi. Ta poslední se jí stala málem osudnou. Plamenometná loď zablokovala Scipiona čelenem, zapálila příďovou plachtu a oheň se začal šířit na horní dělovou palubu. Muži z posádky se začali vrhat do ohně, aby předešli jeho rozšíření k muničnímu skladu, a to i za cenu strašných popálenin. Přesto však stále pokračovali i ve střelbě na útočníky. Scipion byl ušetřen zkázy za pomoci její sesterské lodí Trident (74), které se podařilo připojit vlečné lano k plamenometné lodi a za asistence Dartmoutha a dvou dalších britských lodí ji odtáhly pryč.
2. De Rignyho Sirène svedla dlouhý souboj s 64dělovou fregatou Ihsania, která nakonec vybuchla. Sirène utrpěla značné ztráty na životech a byla poškozena. S podporou Tridentu a Scipiona pak bombardovala pevnost Navarino a nakonec umlčela její pobřežní baterie.
3. Kapitán francouzské bitevní lodi Breslau (84), De la Bretonnière, poté, co viděl, že De Rigny již nepotřebuje další podporu, se z vlastní iniciativy oddělil od francouzské formace a plul do středu zálivu, ke styku britských a ruských linií, aby posílil britskou bitevní loď Albion (74) a ruskou bitevní loď Azov (80), které měly obě napilno. Albion byl současně pod palbou všech tří tureckých bitevních lodí. Naštěstí pro ni nepřátelská dělostřelba byla neobratná. Zásah lodi Breslau, jak později uznal kapitán Albionu, ho ušetřil od zničení. Breslau pak postupně hrála hlavní úlohu ve zničení vlajkové lodi Ghiuh Rewan (84) tureckého admirála Tahir paši a přinejmenším 4 fregat.
4. Codringtonova Asia (84) kotvila mezi vlajkovou lodí Fahti Bahri (74) tureckého admirála, Capitan beje a egyptskou fregatou Guerrière (60) Moharrama beje. Capitan bej zahájil palbu, ale Moharram bey vzkázal Codringtonovi, že ho nehodlá napadnout. To umožnilo Asii soustředit palbu na Fahti Bahri, která byla v bídném stavu a nedostatečně obsazena posádkou. Smrtící palba z Asie ji brzy vyřadila. Codrington pak poslal tlumočníka, Řeka P. Mikelise k rozhovoru s Moharram bejem, ale Mikelis byl zastřelen při nalodění. Guerrière zahájila palbu, ale během 20 minut se změnila v hořící vrak pod soustředěnou palbou Asie a Azova. Asie ovšem utrpěla vážné ztráty na životech a poškození kvůli koncentrované těžké palbě z menších tureckých lodí ve druhé a třetí linii turecké formace. Jak Letellier plánoval, tyto lodi střílely přes mezery v první linii. Codrington také věřil, že Asie dostala vážné zásahy omylem od sesterské lodi Genoa.
5. Rusové pod Heydenovým vedením byli poslední, kteří zaujali plánované pozice na pravém konci tureckého „srpu“, tyto však byly nejvíce exponované. Boj v tomto sektoru byl více intenzivnější než jinde. Azov potopil nebo vyřadil 3 velké fregaty a dělový člun, ale dostal 153 zásahů, některé i pod čárou ponoru.
6. Britské fregaty Armide a Talbot měly původně čelit fregatám na tureckém pravém křídle a pobřežní baterii na ostrově, stejně jako další dvě fregaty, které byly pryč a dorazily později. Byly ušetřeny zničení příjezdem ruských fregat.
7. Britské a francouzské malé lodi (brigy a škunery Alcyone a Daphen), pod celkovým velením fregaty Dartmouth byly přiděleny k zásadnímu úkolu, ochraně před útoky plamenometných lodí. Jejich úspěch byl dokonalý: nehledě na počáteční útok plamenometnou lodí na Scipion, ani jediná plamenometná loď neudeřila na cíl během bitvy. Řada malých lodí zůstala odkázána sama na sebe a utrpěla velké ztráty na životech v poměru k bitevním lodím.
Asi v polovině bitvy (přibližně v 16:00 hod) byly všechny 3 turecké bitevní lodi a většina velkých fregat první linie vyřazeny. Tím byla spousta menších lodí ve druhé a třetí linií vydána na pospas spojeneckým bitevním lodím, které byly ještě všechny bojeschopné. Během pozdějšího masakru se Codrington dvakrát pokusil sjednat zastavení palby, ale jeho signály byly buď neviditelné kvůli silnému kouři, nebo ignorované v zápalu bitvy. Během následujících dvou hodin byla prakticky celá turecká flota zničena, navzdory mimořádné statečnosti tureckých posádek, což bylo oceněno i Codringtonem v jeho depeších. Tři čtvrtiny lodí byly potopeny: mnoho z nich, zbaveno stěžňů, ale ještě na vodě a opravitelných, bylo vyhozeno do vzduchu nebo je zapálila vlastní posádka dříve, než by mohly padnout do rukou spojenců.
Toto přispělo k velkému počtu tureckých a egyptských obětí, mnoho lidí tak bylo uvězněno v hořících nebo vybuchujících lodích. Někteří lidé z posádky, jak již bylo dříve zmíněno, byli připoutáni ke svým místům. Turecké oběti, udané Codringtonovi od Letelliera byly následující: 3000 zabitých a 1109 zraněných, ačkoli Codrington tvrdil, že to bylo spíše obráceně. Z celé turecko-egyptské floty 78 lodí zbylo na konci bitvy 8 lodí schopných plavby: 1 bitevní loď bez stěžňů, 2 fregaty a 5 dělových člunů.
Spojenecké oběti, udané Codringtonem, byly 181 mrtvých a 480 zraněných (včetně Codringtonova nejmladšího syna, lodního poddůstojníka H. Codringtona, který sloužil na Asii pod svým otcem a byl těžce raněn, ale plně se uzdravil). Několik spojeneckých lodí bylo vážně poškozeno: 3 ruské bitevní lodi Azov, Gangut a Iezekiil byl vyřazeny. Tři britské bitevní lodi musely být vyslány do Anglie na opravy. Ve skutečnosti, přes nešetrné zacházení se všemi bitevními loděmi, tyto vydržely i nebezpečí od explodujících lodí a bylo zázrakem, že žádná ze spojeneckých lodí nebyla potopena.
Jakmile za setmění utichly zbraně v zálivu Navarino, zpráva o výsledku se rozeběhla přes Peloponés do zbytku Řecka. Od vesnice k vesnici začaly v noci nepřetržitě vyzvánět kostelní zvony. Lidé se sbíhali na návsích, aby byli uvítáni novinkou, že turecký sultán a jeho nenáviděný vazal Ibrahim paša již nevládnou středomořskou flotou. V pobřežní zemi, jakou bylo Řecko, byl důsledek evidentní: tímto byl ušetřen nezralý řecký stát. Propukla nespoutaná radost a trvala celou noc a další následující dny. Na vrcholech Peloponésu a hory Parnas v centrálním Řecku zaplály obrovské vatry. Oslavy probíhaly dokonce i na okupovaných územích, čímž byly demoralizovány turecké pevnosti, jejichž posádky vyvíjely jen malé úsilí, aby tomu předešly.

## Následky

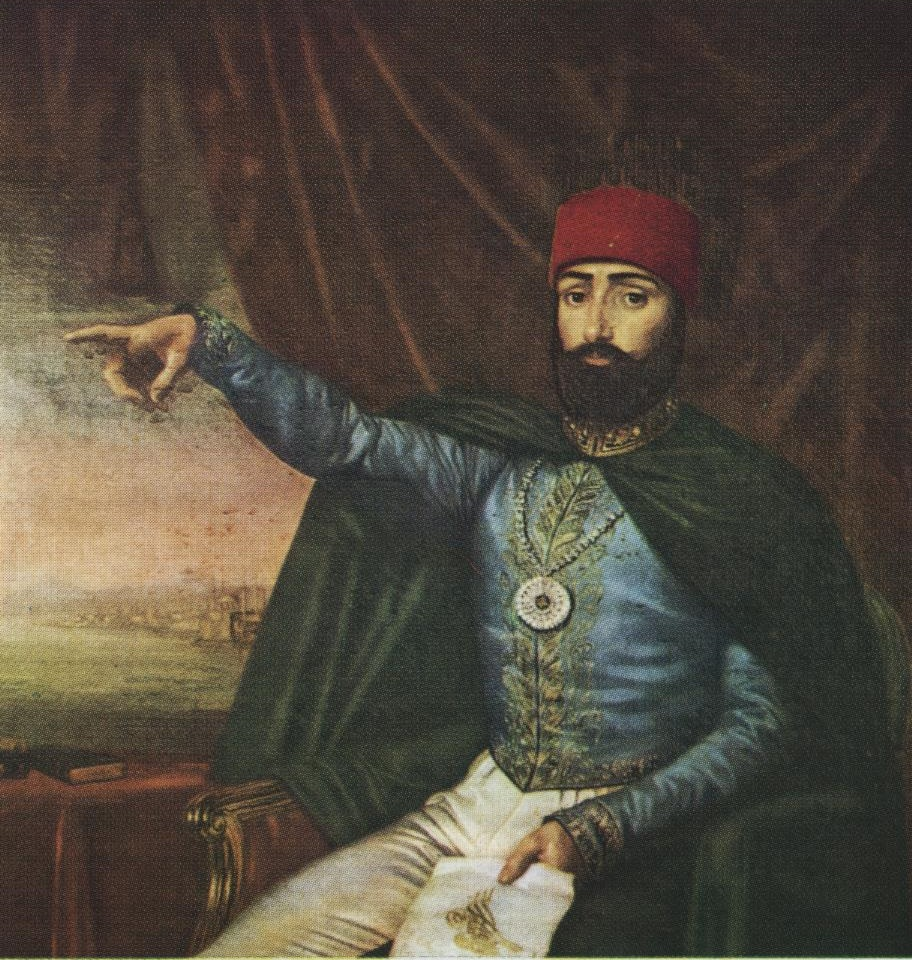
Mahmud II, turecký sultán 1808–39, který neúspěšně usiloval osm let o porážku řeckého povstání

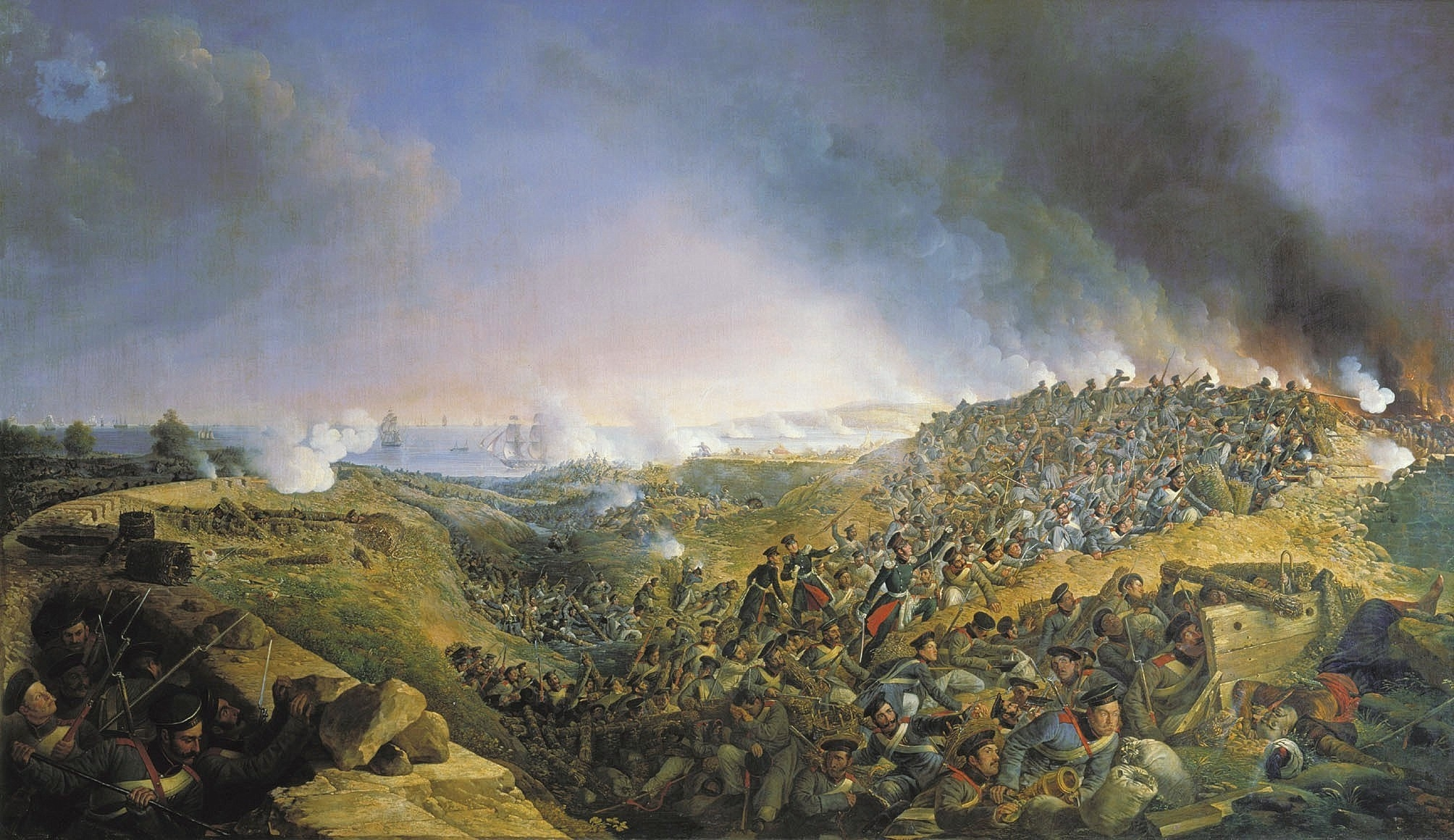
Ruské pozemní a námořní síly při útoku na tureckou černomořskou pevnost Varna v Rumelii (Bulharsko), září 1828. Útok byl úspěšný, ale dvě další hlavní turecké pevnosti v Rumelii se udržely a tím se protáhla rusko-turecká válka o další rok

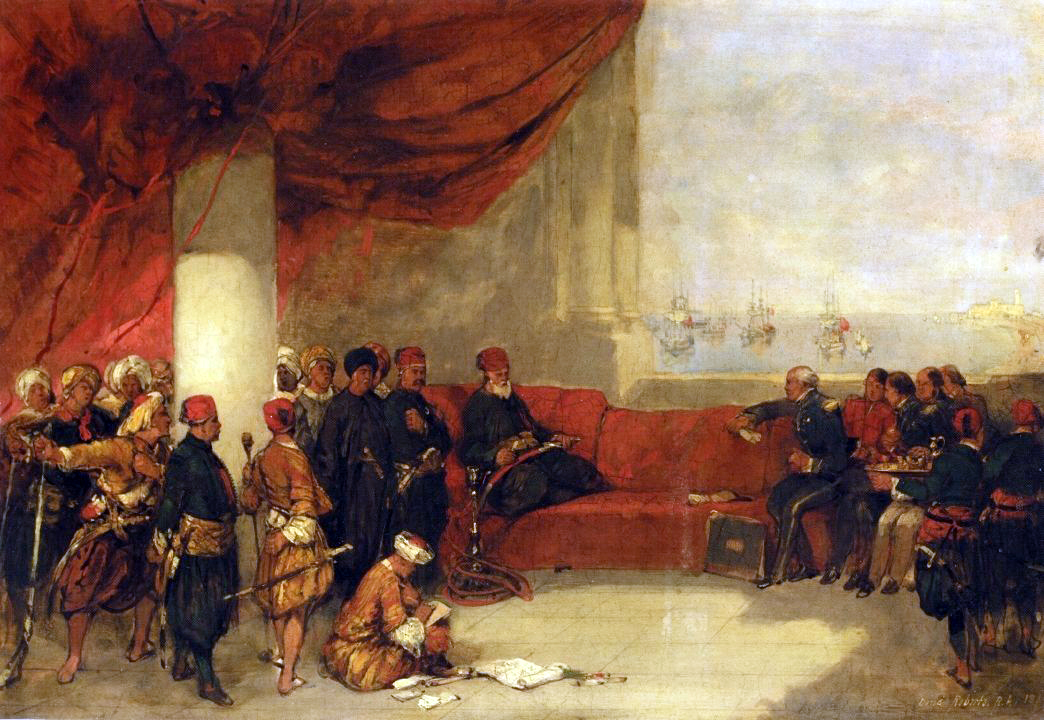
Britský admirál Codrington (uprostřed) vyjednává s Muhammadem Ali pašou v jeho paláci v Alexandrii, Egypt (1828)

Navzdory oslavám měl sultán k dispozici celkově kolem 40 000 vojáků v centrálním a jižním Řecku, rozmístěných v silných pevnostech. Konečné osvobození Řecka bylo ještě vzdálené, ledaže by Porta byla nakloněna přijetí Londýnské smlouvy.
Sultán si nicméně porážku v Řecku nepřipouštěl. Naopak, jeho odpovědí na Navarinskou pohromu byl zvýšený risk, vedoucí k rozhodnutí vyřešit sporné otázky (zejména s Ruskem) na bitevním poli. Několik týdnů po bitvě symbolickým gestem vyhlásil jako kalif všech muslimů džihád (svatou válku) proti evropským mocnostem. Konkrétně pak uzavřel Bospor pro mezinárodní dopravu, čímž určitě vyprovokoval Rusko, jehož celý černomořský obchod musel projít touto úžinou. Také odvolal úmluvu z Akkermanu, podepsanou s Ruskem o rok dříve.
Sultán také přikázal svému vazalovi Muhammad Alimu neustoupit se svou armádou z Peloponésu. Ale spojenci poslaní vyslanci do Alexandrie vyslovili požadavek, aby egyptský vládce svá vojska stáhl. Muhammad Alia tak měl dilema. Na jedné straně, jako zkušený státník, věděl, že evropskými silami podporovaná řecká nezávislost je pro něho na Peloponésu ztracenou hrou. Na druhé nebyl ochotný k situaci, aby se na něho hledělo jako na zrádce absolutního vladaře, zvláště v době, kdy byl vyhlášen džihád, což by vedlo k ponížení jeho syna Ibrahima a vedlo by k jeho vynucenému odvolání. Tak začal hrát o čas, poutal spojence v dlouhých bezvýchodných vyjednáváních s nadějí, že sultán by sám mohl dospět k dohodě ke spojenci, čímž by mohl zachránit prestiž syna Ibrahima a zabránit jeho odchodu.
Jakákoli šance na vyjednání dohody však zmizela s ruským dlouho očekávaným vyhlášením války Portě v dubnu 1828, kterým začala 11. rusko-turecká válka (1828–1829) a signalizovaným finálním selháním britské diplomacie. Za přítomnosti samotného cara jako jmenovaného velitele armády (skutečné velení bylo v rukou veterána, v Německu narozeného profesionálního vojáka Petra Wittgensteina) ruská armáda o síle 100 000 lidí, podporovaná černomořskou flotou, smetla turecké síly v rumunských knížectvích, překročila Dunaj a oblehla Silistru, Varnu a Šumlu, klíčové pevnosti držené Turky v Rumelii (Bulharsko). Navzdory značným ruským úspěchům na souši i a moři (včetně obsazení velmi důležitého námořního přístavu Varna), tažení v roce 1828 skončilo bez výrazného úspěchu. Silistra a Šumla zůstaly díky zuřivé obraně v tureckých rukou a hlavní ruská armáda byla nucena se stáhnout na své území kvůli nedostatečnému zásobování a chorobám.
Mezitím se v lednu 1828 v Paříži ujala moci liberálnější vláda Vicomta de Martignac. Chtivý k tomu, aby získal na oblibě, oznámil de Martignac v dubnu 1828, že s ohledem na selhání diplomatického úsilí by mohla Francie vyslat elitní expediční sbor o síle 13 000 mužů, aby vyhnal egyptské a turecké síly z Peloponésu. Tuto zprávu uvítala pařížská veřejnost s divokým entusiasmem. Jakmile urgentně započaly přípravné práce ve francouzských středomořských přístavech, sdělil Ibrahim paša svému otci, že se cítí být schopný Francouze odrazit. Ale od potopení své nákladně modernizované floty ztratil Ali všechnu chuť na vojenskou konfrontaci s evropskými mocnostmi. Byl si jist, že Ibrahimova pestrá armáda egyptských rolníků a albánských žoldáků by neměla šanci proti francouzským profesionálům, kterými byli velkou měrou bitvami zocelení veteráni napoleonské armády. Ali byl zaneprázdněn skutečným vyjednáváním s Codringtonem, kterého vyslal Londýn do Alexandrie, aby vyšetřil a předešel francouzskému zákroku. V srpnu Ali souhlasil s Codringtonovými podmínkami pro stažení jeho sil z Peloponésu. Ibrahim zpočátku odmítl vyhovět otcovým příkazům k evakuaci, ale povolil krátce poté, co se francouzské vojenské jednotky vylodily na konci srpna v zálivu Navarino, jásavě přijímáni místním řeckým obyvatelstvem. Egypťané nakonec odešli v říjnu 1828, rok po námořní bitvě. Francouzi postupně vyčistili do konce roku 1828 Peloponés od zbývajících tureckých pevností, které jenom předstíraly odpor. V následujících měsících řecké síly znovu v bleskovém tažení získaly kontrolu nad centrálním Řeckem.
Pro tažení na Dunaji roku 1829 car Mikuláš propustil churavějícího Wittgensteina a předal velení nad ruskými silami jeho více útočnému krajanovi, Count von Diebitschovi, který uspěl při obsazení Silistry a překvapil Turky rychlým postupem na hlavní město Istanbul, když obešel pevnost Shumla i tureckou armádu, která byla proti němu vyslána. V září 1829, s ruským vojenským táborem jen 40 mil od svého paláce, byl sultán přinucen kapitulovat. Smlouvou z Adrianopole připustil dlouhý seznam ruských požadavků, z nichž jeden byl přijetí řecké autonomie tak, jak byla definována Londýnskou smlouvou. Nyní byla zajištěna ruská hegemonie v černomořském regionu, ale car Mikuláš a jeho ministři se opatrně vyhnuli více extrémním požadavkům, hlasitě obhajovaných ruskými nacionalisty, jako např. umístění vojenských jednotek na Bosporu či zábor rumunských knížectví, aby neriskovali případnou britskou a rakouskou armádní odpověď. Z toho důvodu se podřídili hierarchii Londýna, i když výsledek byl pro ně horší.
Sultánovo přijetí smlouvy však již přišlo příliš pozdě, aby zachránilo tureckou svrchovanost nad Řeckem. Povzbuzeni tureckými pohromami na zemi a moře a jejich vlastními armádními úspěchy, Řekové odmítli přijmout cokoli méně než plnou nezávislost. Nakonec, při konferenci v Londýně roku 1832 sultán podvolil a přijal řeckou nezávislost, ale trval na tom, že nový stát by měl být monarchie a ne republika. Později, v témže roce, byl sultán přinucen spojenci podepsat Istanbulskou smlouvu, formálně uznávající nové Řecké království jako nezávislý stát. Toto nové teritorium však bylo omezeno právě a pouze na ty oblasti, z nichž byly turecké síly vyhnány pod nátlakem, a to Peloponés, souostroví Kyklady v Egejském moři a centrální Řecko. Největší regiony s etnickou řeckou většinou (Thesálie, Epirus, Makedonie, Trácie, zbývající ostrovy v Egejském moři, Kréta a Kypr) zůstaly pod tureckou nadvládou.
Neblahé odloučení Řecka však nikterak neukončilo sultánovy trampoty. Ironicky nejvážnější hrozba pro integritu turecké říše, která se objevila, nebyla z Ruska, ale z Egypta. Poté, co ztratil svou flotu a zděděný titul pro svého syna, Muhammad Ali nyní požadoval jako odškodné, aby Ibrahim byl jmenován wali (místokrálem) turecké provincie Sýrie (která zahrnovala současnou Sýrii, Libanon a Palestinu). Když sultán odmítl, egyptský diktátor poslal armádu pod velením Ibrahima do Sýrie v roce 1831. Když rychle porazil místní turecké síly a překročil hranice provincie, Ibrahim rozdrtil tureckou armádu v Anatolii a připravoval se k pochodu na Istanbul. Byl přinucen k zastavení až zákrokem Británie a Francie, která donutila Portu udělit Ibrahimovi kontrolu nejen nad Sýrií, ale také nad ostrovem Kréta a arabským regionem Hijaz. Pro jeho vládu byla charakteristická despocie a zažehla sérií vzpour domorodého obyvatelstva, zejména pozoruhodné bylo povstání palestinských Arabů v roce 1834. V roce 1839 se sultán pokusil vojenskou silou vyhnat Ibrahima, ale turecká armáda byla Ibrahimovými vojsky znovu odražena a naopak tato napadla Anatolii. V tomto kritickém období vyčerpaný Mahmud II. zemřel a vlády se ujal jeho dospívající syn, Abdulmecid I. V konfrontaci s přízrakem rozpadu osmanské říše britské a rakouské námořnictvo přímo intervenovalo v Orientu a přinutilo Aliho, aby ustoupil se svými silami zpět do Sýrie (1840). Na oplátku spojencům zavázaný mladý sultán udělit Alimu nebývalé dědičné regentství nad Egyptem. Dynastie založená Alim vládla Egyptu až do nacionalistického armádního převratu v roce 1952. Ve skutečnosti byla nezávislost na osmanské říši brzy nahrazena ve skutečnosti vládou byrokracie. Po vybudování Suezského kanálu v roce 1869, který se okamžitě stal hlavní lodní cestou do britské Indie, následně britská vláda rozhodla, že Egypt je jednoduše příliš strategické místo na to, aby byl ponechán svému vlastnímu zřízení a uvalila na něho armádní protektorát. Britské vojenské jednotky byly rozmístěny v Egyptě od roku 1875 do konce druhé světové války v roce 1945 a Aliho následníci byli zredukováni na loutky britské imperiální politiky.

## Codringtonova polemika
Zprávy o Navarinu vypracoval Codrington, dvojnásobný hrdina, podle úsudku britské veřejnosti. Ale vláda, starší námořní a diplomatické kádry byly výsledkem jeho kampaně zděšeny. Mělo se za to, že Codrington hrubě překročil své instrukce a vyprovokoval tak rozhodující střetnutí s tureckou flotou a tento jeho čin vážně oslabil schopnost Porty vzdorovat ruskému zásahu. Král Jiří IV. bitvu oznámil jako „neobvyklou“ (tj. nevhodnou) událost. Codringtonovo politické postavení v Londýně se stalo ještě víc nejisté po návratu Wellingtona do vlády v lednu 1828, tentokrát jako ministerského předsedy v čele toryovské vlády v letech 1828–30. Se současným zahájením války proti Portě carem Mikulášem došlo na nejhorší obavy britských politických činitelů a prohlubovalo jejich hněv na Codringtona.
Zpočátku musel být oficiální nesouhlas s Codringtonem zdrženlivý kvůli obrovské popularitě admirála na veřejnosti. Ministerstvo námořnictva se mstilo pomocí malicherných forem, například zamítlo, navzdory Codringtonovým opakovaným žádostem, vyplatit jeho posádkám tradiční peněžní odměnu z prodeje tureckého pokladu a zboží, kterého se zmocnily. Mezitím se Wellington řídil zásadou, že dokud si nebude politicky jist, neodstraní Codringtona ze Středozemního divadla. Nakonec v červnu 1828 ministerstvo námořnictva oznámilo, že Codrington byl zbaven velení, i když on sám zůstal ve funkci až do jeho nahrazení v srpnu 1828. Ačkoli král díky veřejnému mínění udělil Codringtonovi velkokříž Řádu lázně, ministerstvo námořnictva mu již nesvěřilo žádné další operační velení po zbývající dekádu služby.
Codrington strávil v pozdějších letech mnoho času obranou svých činů v Řecku. Jeho nepřátelé ho obvinili z vědomého zničení turecké floty kvůli jeho náklonnosti k helenofilům, což vehementně popíral. Sporná otázka se točila na faktu, zda věděl, že jeho vplutí do zátoky Navarino by mohlo mít za následek bitvu. Důkazy jsou rozdílné. Na jedné straně jsou Codringtonovy jasné příkazy jeho kapitánům k tomu, aby se angažovali jen tehdy, pokud budou sami napadeni. Na druhé je Codringtonova privátní korespondence, zejména adresovaná jeho sestře, ve které uvádí, že on sám pokládá rozhodující bitvu za nevyhnutelnou.
Tabulka bojových plavidel
|             | Velká Británie                                        | Francie                                | Ruské impérium                                                 | Spojenci celkem | turecko-egyptská flota** | turecko-egyptská flota celkem |
| ----------- | ----------------------------------------------------- | -------------------------------------- | -------------------------------------------------------------- | --------------- | --- | ----------------------------- |
| Bitevní loď | HMS Asia (FF) (84) Genoa (76) HMS Albion (74)         | Breslau (84) Scipion (80) Trident (74) | Gangut (84) Azov (F) (80) Iezekiil (80) Aleksandr Nevskii (80) | 10 (796)        | Ghiuh Rewan (FF) (84) Fahti Bahri (F) (74) Burj Zafer (70)                                                                                              | 3 (228)                       |
| Fregaty     | Glasgow (50) Cambrian (48) Dartmouth (42) Talbot (28) | Sirène (F)(dd) (60) Armide (44)        | Provornyi (48) Konstantin (44) Elena (38) Kastor (36)          | 10 (438)        | Ihsanya (dd) (64) Surya (dd) (56) Guerrière (F)(dd) (60) Leone (dd) (60) Fevz Nusrat (dd) (64) Ka'íd Zafer (dd) (64) 1 ostatní 10 jednopalubních fregat | 17 (818)                      |
| Ostatní*    | 2 brigy                                               |                                        |                                                                | 2 (24)          | 30 korvety 28 brig | 58 (1134)                     |
| Celkem      | 9                                                     | 5                                      | 8                                                              | 22 (1258)       | 78 | 78 (2180)                     |

Zdroj: Zkompilováno z informací v práci W. James: Naval History of Great Britain (Londýn, 1837) Sv.VI pp476–89
Poznámka: Bylo obtížné ustanovit přesná čísla pro turecko-egyptskou flotu. Uvedená čísla pocházejí hlavně z Codringtonovy zprávy. Tyto údaje byly získány jedním z jeho důstojníků od francouzského sekretáře turecké floty, M. Leteillera. Nicméně další zprávy od Leteillera pro britského velvyslance u Porty uvádějí ještě 2 větší fregaty, 20 menších dělových člunů a celkem 60 válečných lodí. W. James ve svém díle (viz nahoře) snižuje tureckou „efektivní“ sílu na 3 bitevní lodi, 15 velkých fregat a 18 dělových člunů, v součtu jen 36 lodí.
- turecko-egyptsko-tuniská flota (Ibrahim paša)
- Capitan Bey (Alexandria): 2 bitevní lodi, 5 fregat, 12 korvet
- Moharram Bey (Alexandria): 4 fregaty, 11 korvet, 21 brig, 5 škunerů a 5 (nebo 6?) plamenometných lodí
- tuniská flota: 2 fregaty, 1 briga
- Tahir paša (velící admirál) (Constantinopole): 1 bitevní loď, 6 fregat, 7 korvet, 6 brig